# Boarmioides colpias
Boarmioides colpias är en fjärilsart som beskrevs av Louis Beethoven Prout 1928. Boarmioides colpias ingår i släktet Boarmioides och familjen mätare. Inga underarter finns listade i Catalogue of Life.